# Crouy-en-Thelle
Crouy-en-Thelle é uma comuna francesa na região administrativa de Altos da França, no departamento de Oise. Estende-se por uma área de 5,87 km². Em 2010 a comuna tinha 1 116 habitantes (densidade: 190,1 hab./km²).